# UFC Fight Night: Rothwell vs. dos Santos
UFC Fight Night: Rothwell vs. dos Santos var en MMA-gala som arrangerades av Ultimate Fighting Championship och ägde rum 10 april 2016 i Zagreb i Kroatien.